# Spółgłoska szczelinowa z retrofleksją bezdźwięczna
Spółgłoska szczelinowa z retrofleksją bezdźwięczna – rodzaj dźwięku spółgłoskowego występujący w językach naturalnych. W międzynarodowej transkrypcji fonetycznej IPA oznaczana jest symbolem: [ʂ].

## Artykulacja
W czasie artykulacji podstawowego wariantu [ʂ]:
- modulowany jest prąd powietrza wydychanego z płuc, czyli jest to spółgłoska płucna egresywna
- tylna część podniebienia miękkiego zamyka dostęp do jamy nosowej, powietrze uchodzi przez jamę ustną (spółgłoska ustna)
- prąd powietrza w jamie ustnej przepływa ponad całym językiem lub przynajmniej uchodzi wzdłuż środkowej linii języka (spółgłoska środkowa)
- czubek języka dotyka podniebienia twardego – jest to spółgłoska z retrofleksją
- wiązadła głosowe nie drgają, spółgłoska ta jest bezdźwięczna

### Warianty
Można wyróżnić zasadniczo dwa typy retrofleksji:
- artykulację apikalno-postalweolarną – koniuszek języka zostaje uniesiony ku górze i zbliża się (ew. styka) z obszarem tuż za dziąsłami,
- artykulację subapikalno-prepalatalną – przód języka wygina się ku górze i do tyłu, tak że spodnia część języka zbliża się (ew. styka) z początkowym odcinkiem podniebienia twardego.

## Przykłady
- w języku abchaskim: амш [amʂ], „dzień”
- w języku mandaryńskim: 石 shí [ʂ̠ɻ̩́] „kamień”
- w języku norweskim: forsamling [fɔʂɑmlɪŋ] „spotkanie”
- w języku szwedzkim: torsdag [tʰuːʂdɑːɡ], [tʰuːʂda] „czwartek”
- w języku paszto: ښار [ʂ̠ɑr] „miasto”
- w języku polskim: szyba ['ʂɨbä]

Najnowsze badania artykulograficzne i akustyczne wykazują, że spółgłoska ta jest w języku polskim jest retrofleksyjna [ʂ].
Wcześniej uważano, że retrofleksja, rozumiana jako silne zagięcie czubka języka ku tyłowi, jest zjawiskiem marginalnym wśród języków naturalnych. Na przykład, badania przeprowadzone przez Hamann wykazały, że w języku tamilskim głoska /ɖ/ faktycznie prezentuje takie zagięcie, podczas gdy w języku hindi głoska /ɖ/ oraz głoska /ʂ/ w języku tamilskim, nie wykazują widocznego retrofleksyjnego zagięcia. W związku z tym, retrofleksy były wcześniej definiowane jako głoski o bardziej płaskiej wymowie, co doprowadziło do uznania ich za retrofleksyjne także w języku polskim i rosyjskim.
Jednakże, najnowsze badania nad artykulacją w języku polskim, przeprowadzone przez polską językoznawczynię Anitę Lorenc i jej zespół, wykazały, że retrofleksy mogą być palatalizowane. Badania te ujawniły, że w języku polskim głoski takie jak [ʂʲ] i [ʐʲ] występują jako palatalizowane retrofleksy, co obala dawne założenia Hamann. Wyniki te wykazują, że retrofleksy mogą mieć różnorodne realizacje artykulacyjne, obejmujące zarówno zagięte, jak i bardziej płaskie kształty języka. Przykłady takich palatalizowanych głosek w języku polskim, jak w słowach „masz je” [mɑʂʲje] i Shiva [ʂʲjiʋɑ], pokazują, że te głoski zachowują swój retrofleksyjny charakter mimo palatalizacji. W związku z tym, wcześniejsze poglądy sugerujące, iż palatalność jest cechą inherentną dla głosek alweopalatalnych, a nie dla retrofleksyjnych, wymagają rewizji w świetle nowych odkryć.

## Terminologia
Spółgłoskę [ʂ] zalicza się do spółgłosek syczących, czyli sybilantów. Oprócz tego, zamiast terminu „spółgłoska z retrofleksją” można stosować nazwy „spółgłoska szczytowa” lub „cerebralna”